# Юргелевич, Юзеф Болеслович
Юзеф Болеслович Юргелевич (лит. Juzefas Jurgelevičius; 15 апреля 1947, Вильнюс — 23 ноября 2009, Вильнюс) — советский футболист, нападающий.

## Карьера
Выступал в составе команды «Жальгирис» в 1967—1980 гг. (с перерывом в 1971—1973 гг., когда играл за минское «Динамо»). В общей сложности сыграл за вильнюсский клуб 426 матчей и забил 62 гола. Считается одним из самых техничных нападающих в истории «Жальгириса», мастером исполнения штрафных и угловых ударов. Внёс значительный вклад в выход «Жальгириса» в Первую лигу Чемпионата СССР по футболу в 1977 году. Дважды, в 1969 и 1980 гг., признавался лучшим футболистом года в Литве.
Провёл также четыре матча за сборную Литовской ССР на Спартакиаде народов СССР 1979 года.
В 1990 г. стал главным тренером нового вильнюсского футбольного клуба «Полония», представляющего польское спортивное общество Вильнюса. Вместе с этой командой в том же году выиграл первый всемирный футбольный турнир польских спортивных обществ в Сталёвой-Воле, одержав три победы над командами из США и Австрии.